# Richard Gutjahr
 (janvier 2024).
Pour les articles homonymes, voir Diana Gutjahr.
Richard Gutjahr (né en 1973 à Bonn) est un journaliste et blogueur allemand.

## Biographie
De 1993 à 1998, Richard Gutjahr étudie à l'école allemande de journalisme de Munich et en même temps il étudie la politique et la communication à l'Université Louis-et-Maximilien de Munich.
Il participe à un échange au centre de formation des journalistes de Paris et, de 1998 à 1999, il suit un programme d'un semestre à l'American University de Washington.
De 1992 à 1996, il est reporter et présentateur pour Radio Gong, puis de 1996 à 1999 à Bayern 3.
Il est aussi pigiste et caricaturiste pour la Süddeutsche Zeitung.
En janvier 1999, il passe 5 mois comme stagiaire de CNN à Washington.
Puis il travaille pour Das Erste et Bayerischer Rundfunk. Il quitte Bayerischer Rundfunk en 2020 après 22 ans de collaboration.
Richard Gutjahr est employé de la télévision bavaroise et modérateur de Rundschau-Nacht.
Du 14 mai au 7 juin 2012, Richard Gutjahr développe un show de Télévision sociale avec divers hôtes comme Daniel Fiene, Sascha Lobo et Sandra Riess.
Depuis 2010, il écrit aussi un article hebdomadaire dans l'Abendzeitung.
Il écrit aussi pour d'autres quotidiens comme le Berliner Tagesspiegel et la Frankfurter Allgemeine Zeitung.
En 2007, Richard Gutjahr épouse Einat Wilf, membre de la Knesset.

## Carrière

### Couverture de la révolution égyptienne
Il a une grande audience pour son reportage au Caire durant la révolution égyptienne de 2011[source insuffisante].

### Présence lors des attentats de Nice et de Munich
Le 14 juillet 2016, Richard Gutjahr dit avoir été en vacances à Nice lors de l'attentat.
Le 22 juillet 2016, Richard Gutjahr assure le reportage pour le Tagesschau sur le tireur de l'Olympia-Einkaufszentrum à Munich,.